# Brauer-Setleis-Syndrom
Das Brauer-Setleis-Syndrom ist eine sehr seltene angeborene Form einer Fokalen fazialen dermalen Dysplasie mit den Hauptmerkmalen angeborener beidseitiger narbenartiger Veränderungen an den Schläfen und weiterer Gesichtsveränderungen. Das Syndrom kann als Form der Ektodermalen Dysplasie angesehen werden.
Synonyme sind: Fokale faziale dermale Dysplasie Typ II; FFDD2; Fokale faziale dermale Dysplasie 2, Typ Brauer-Setleis
Die Bezeichnung wurde im Jahre 2009 von Luitgard M. Graul‐Neumann, Karola M. Stieler, Ulrike Blume‐Peytavi und Andreas Tzschach vorgeschlagen.

## Verbreitung und Ursache
Die Häufigkeit wird mit unter 1 zu 1.000.000 angegeben, bislang wurde über mehr als 20 Betroffene berichtet. Die Vererbung erfolgt autosomal-dominant. Die Ursache ist nicht bekannt.

## Klinische Erscheinungen
Klinische Kriterien sind:
- Manifestation bereits vor der Geburt oder als Neugeborenes
- angeborene narbenartige Hautdefekte an den Schläfen oder vor den Ohren
- niedriger Haaransatz, spärliche Kopfbehaarung
- weitere Gesichtsauffälligkeiten mit fehlenden oder gedoppelten (Distichiasis) Wimpern, an den Seiten dünne, nach oben weisende Augenbrauen, abgeflachte Nasenbrücke und breite Oberlippe
- flache oder verbreiterte Nasenspitze
- verformte, tief ansetzende Ohrmuscheln

Hinzu kann ein horizontaler Nystagmus kommen.

## Differentialdiagnose
Abzugrenzen sind andere Formen der Fokalen fazialen dermalen Dysplasie Brauer-Syndrom (Typ 1) und Setleis-Syndrom (Typ 3).